# Foreign object damage
Foreign object damage, förkortat FOD, är en flygterm som betyder "Skador ifrån främmande föremål", till exempel fåglar, grus, hagel och isklumpar. Även orsaker som uppstått inom produktion och hantering av flygplans delar där främmande föremål kommit in på fel ställe räknas som FOD  skador. Det behöver inte nödvändigtvis vara skador på en motor utan samtliga skador som äventyrar flygsäkerhet eller orsakar allvarliga skador på flygplan orsakade av främmande föremål räknas som FOD-skador. 
Ett exempel på en olycka orsakat av detta är Gottröraolyckan.
Ett sätt att minska risken för FOD är att montera dit gravelkit som finns till en del flygplan, som till exempel äldre Boeing 737 eller montera flygmotorerna högt som på An-72.
FOD kan även stå för Foreign object debris, det vill säga föremål som kan orsaka ovanstående typ av skador.